# Joseph Bates
Joseph Bates (Rochester, Massachusetts; 8 de julio de 1792—Battle Creek, Míchigan; 19 de marzo de 1872) fue un ministro evangélico y marino estadounidense. Es considerado uno de los pioneros y fundadores de la Iglesia Adventista del Séptimo Día, conocido por ser uno de los primeros adventistas en guardar el sábado como el día de reposo bíblico.

## Infancia y juventud
Joseph Bates, nació en Rochester, Massachusetts, el 8 de julio de 1792. Su padre también llamado Joseph, fue voluntario en la Guerra de Independencia de los Estados Unidos. Cuando era solo un niño su familia se mudó a Fairhaven, Massachusetts, una pequeña y quieta ciudad al otro lado del río Acushnet, cerca del antiguo pueblo ballenero de Nueva Bedford. Allí, el amor por el mar penetró en su sangre y a la edad de quince años, se hizo a la mar en un velero comercial. Por los siguientes veintiún años, fue marinero. Sus emocionantes aventuras en el mar y la historia de su vida llena de colorido es contada por Virgil Robinson en su libro "De Grumete a Cruzado Adventista" (Southern Publishing Association, 1960).

## Conversión
Bates regresó a la vida civil en 1828 con una pequeña fortuna. Llegó a estar involucrado en la causa abolicionista y fue conocido como un hombre intrépido y de convicción. Bates estaba trabajando en adquirir una propiedad para una escuela industrial cuando aceptó los puntos de vista de William Miller en relación con la pronta venida de Cristo. En un año, más o menos, el jubilado capitán llegó a ser un respetado evangelista y dirigente espiritual entre los adventistas. Él presidió una de las primeras asociaciones de los adventistas.

## Doctrina del sábado como día de reposo
En la primera parte del año de 1845, Bates aprendió acerca del séptimo día como el Sábado Bíblico. Visitó Washington, New Hampshire, donde un grupo de adventistas habían comenzado a observar el séptimo día. Fortalecido por esta experiencia, llegó a ser llamado el apóstol de esta "recién" descubierta doctrina. En 1846 publicó un folleto de 48 páginas sobre el tema. El capitán Bates estuvo presente en las conferencias "sabáticas" de 1848 donde importantes enseñanzas bíblicas fueron desenterradas por los adventistas guardadores del sábado de la mina de oro de las Sagradas Escrituras.

## Libros escritos
- Los cielos que se abren o una visión conectada del testimonio de los profetas y apóstoles (1846)
- El sábado del séptimo día: una señal perpetua desde el principio hasta la entrada por las puertas (1846, edición revisada de 1847)
- Marcas de Camino y Montones Altos del Segundo Advenimiento (1847)
- Una palabra para el "pequeño rebaño" (1847, con James y Ellen White)
- Una vindicación del sábado del séptimo día y los mandamientos de Dios (1848)
- Un sello del Dios vivo (1849)
- Explicación del Santuario Típico y Antitípico (1850)
- La autobiografía del élder Joseph Bates (1868)

## Sus últimos años
El respetado capitán era el más antiguo miembro de los pioneros de la Iglesia Adventista del Séptimo Día y llegó a ser el primer presidente de una Asociación local de los Adventistas del Séptimo Día (Míchigan, 1861). Vivió hasta una edad bastante avanzada. Una de las razones de su fortaleza física, a pesar de los muchos sacrificios, fue sin duda su vida temperante y su dieta sencilla. Organizó una de las primeras sociedades de temperancia en los Estados Unidos.
Joseph Bates murió el 19 de marzo de 1872 en Battle Creek, Míchigan y está enterrado en Poplar Hill Cemetery en Monterrey, Míchigan.